# Łucja Prus
Łucja Prus (* 25. Mai 1942 in Białystok; † 3. Juli 2002 in Warschau) war eine polnische Sängerin.

## Biografie

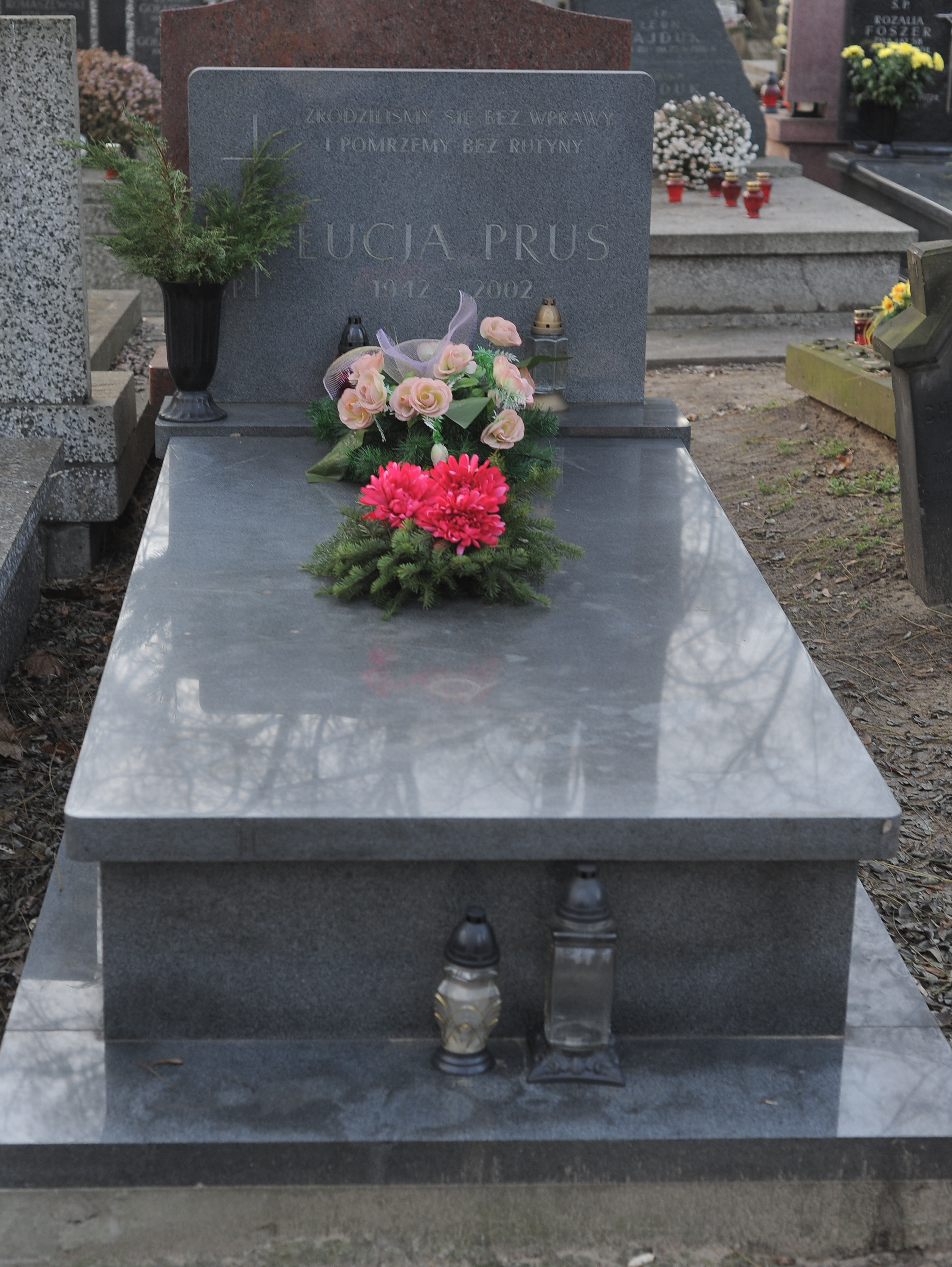
Grabstelle von Łucja Prus (2009)

Łucja Prus war eine vor allem in den 1950er- bis 1970er-Jahren in Polen populäre Sängerin. Sie war auch für ihre Arbeiten für Animationsfilme und Spielfilme bekannt. Berühmt wurde u. a. ihre Interpretation des Gedichtes Nic dwa razy („Nichts kommt zweimal“) der späteren polnischen Nobelpreisträgerin Wisława Szymborska. Weitere große Hits waren u. a. Walc chopinowski („Chopin-Walzer“), Dookoła noc się stała („Ringsum ist es Nacht geworden“), Tango z różą w zębach („Tango mit einer Rose zwischen den Zähnen“).

## Diskografie
- 1974: Łucja Prus
- 1978: Łucja Prus dzieciom
- 1980: Łucja Prus
- 1987: Domowe przedszkole: Piosenki dla dzieci
- 1996: Szymborska Poems, Songs
- 1999: Złota kolekcja / Nic dwa razy się nie zdarza
- 2003: Zostaje czułość
- 2004: Platynowa kolekcja / Złote przeboje